# 商品虛偽標示
商品虛偽標示，泛指生產者、物流業者、販賣者，對於商品相關資訊標示不確實，使消費者誤信而導致消費行為，常涉及詐騙行為。

## 種類
- 產地偽裝，或冒名偽造（贗品）
- 變造製造日期或保存期限（未來食物）
- 警示資訊隱藏，或是隱瞞商品缺陷
- 重量或容量灌水標示，或操作不同規格的標示（例如：斤，可能指的是公斤、台斤、市斤）
- 包裝上的商品名稱與內容物不符（例如：豬肉乾偽裝成牛肉乾，海豚肉偽裝成鯨魚肉、以水與化學調味料偽裝成果汁）
- 隱瞞額外費用（例如0元手機的促銷，隱瞞了高月租費或高上網費的事實）

## 相關
- 黑心食品
- 黑心商品
- 標題黨